# The Scared Crows
The Scared Crows es un corto de animación estadounidense de 1939, de la serie de Betty Boop. Fue producido por los estudios Fleischer y distribuido por Paramount Pictures. En él aparecen Betty Boop y su mascota Pudgy.

## Argumento
Betty Boop es incordiada por una manada de cuervos en su casa en el campo. Pese a la oposición de Pudgy, los cuervos serán los amos de la situación hasta la aparición de su eterno enemigo: el espantapájaros.

## Producción
The Scared Crows es la octogésima séptima entrega de la serie de Betty Boop y fue estrenada el 9 de junio de 1939.